# Question (The Moody Blues)
Question è un singolo del 1970 del gruppo rock progressivo Moody Blues, presente nell'album A Question of Balance, in cui è stato incluso nello stesso anno, composto ed eseguito dal chitarrista del gruppo Justin Hayward. Inizialmente il brano doveva prendere lo stesso titolo dell'album, ma poi è stato sintetizzato in Question.
Il singolo contiene nel lato B la canzone Candle of Life, proveniente dal precedente album To Our Children's Children's Children del 1969.

## Composizione
Il ritornello, che recita «Why do we never get an answer, when we're knocking at the door/ With a thousand million questions about hate and death and war?» (t.l. «Perché non otteniamo mai una risposta, quando stiamo bussando alla porta/ Con un miliardo di domande a proposito dell'odio, della morte e della guerra?») si riferisce ai sentimenti provati durante le guerre e in particolare alla Guerra del Vietnam.
A differenza del precedente album dei Moody Blues, To Our Children's Children's Children, inciso attraverso l'overdubbing e la sovrapposizione di tracce vocali e strumentali che resero le esecuzioni dal vivo più complicate, Question è una semplice registrazione in presa diretta, registrata in una sola breve sessione in cui la voce è accompagnata da una chitarra acustica a 12 corde con un'accordatura aperta in Do, senza alcuna sovraincisione o doppia traccia ma con una leggera eco, rendendo più facili e fedeli alla registrazione originale le esibizioni live.

## Accoglienza
La canzone è entrata nelle classifiche "The Greatful Rock Songs of All Time I", "The Greatful Acoustic Rock I", "The Greatful Cosmic Rock II" e "The Greatful Love Rock I" rispettivamente al 17º, 2º, 5º e 6º posto del volume dedicato alle canzoni sulla guerra Life During Wartime: A Music Guide.

## Tracce
1. Question – 4:55
2. Candle Of Life – 3:14

## Classifiche
| Classifica (1970)      | Posizione massima |
| ---------------------- | ----------------- |
| Official Singles Chart | 2                 |
| Billboard Hot 100      | 21                |
| Polonia                | 1                 |
| Paesi Bassi            | 1                 |
| Nuova Zelanda          | 7                 |
| Sudafrica              | 9                 |
| Canada                 | 10                |

## Formazione
- Justin Hayward - voce principale, chitarra acustica
- John Lodge - basso elettrico, seconda voce
- Mike Pinder - mellotron, seconda voce
- Ray Thomas - tamburello, seconda voce
- Graeme Edge - batteria, percussioni